# Ian Reginald Thompson
Ian Reginald Thompson (ur. 16 października 1949 w Birkenhead) – brytyjski lekkoatleta specjalizujący się w biegach długich, a szczególnie w maratonie.
Mistrz Europy w maratonie z Rzymu (1974). W tym samym roku wygrał bieg maratoński podczas Igrzysk Brytyjskiej Wspólnoty Narodów w Christchurch na Nowej Zelandii. 